# ماري مارا
ماري مارا (بالإنجليزية: Mary Mara)‏ هي ممثلة أمريكية، ولدت في 21 سبتمبر 1960 في الولايات المتحدة.

## أعمال

### مسلسلات
- اكذب علي
- قانون ونظام[4]

## وصلات خارجية
- ماري مارا على موقع IMDb (الإنجليزية)
- ماري مارا على موقع ألو سيني (الفرنسية)
- ماري مارا على موقع أول موفي (الإنجليزية)
- ماري مارا على موقع قاعدة بيانات الأفلام السويدية (السويدية)
- ماري مارا على موقع قاعدة بيانات الفيلم (الإنجليزية)
- ماري مارا على موقع كينوبويسك (الروسية)